# Большелумарское сельское поселение
Большелума́рское се́льское поселе́ние — упразднённое муниципальное образование в Новоторъяльском районе Марий Эл Российской Федерации.
Административным центром поселения была деревня Большая Лумарь.

## История
Статус и границы сельского поселения установлены Законом Республики Марий Эл от 18 июня 2004 года № 15-З «О статусе, границах и составе муниципальных районов, городских округов в Республике Марий Эл».
С 1 января 2010 года Большелумарское сельское поселение было упразднено, населённые пункты вошли в состав Масканурского сельского поселения.

## Состав сельского поселения
В состав сельского поселения входили 12 населённых пунктов:
| №  | Населённый пункт | Тип населённого пункта          | Население |
| -- | ---------------- | ------------------------------- | --------- |
| 1  | Большая Лумарь   | деревня, административный центр | ↘338      |
| 2  | Большое Танаково | деревня                         | 122       |
| 3  | Верхняя Орья     | деревня                         | 33        |
| 4  | Изаньга          | деревня                         | 86        |
| 5  | Куршенер         | деревня                         | 11        |
| 6  | Малая Лумарь     | деревня                         | 37        |
| 7  | Малое Танаково   | деревня                         | 19        |
| 8  | Средняя Орья     | деревня                         | 55        |
| 9  | Сухоречье        | деревня                         | 16        |
| 10 | Толмань-Ибраево  | деревня                         | 1         |
| 11 | Чернозелье       | деревня                         | 0         |
| 12 | Шуньга           | деревня                         | 24        |